# Diaspididae
Famille
Les cochenilles diaspines ou diaspines sont une famille d'insectes de l'ordre des hémiptères. 
Certaines sources donnent William Miles Maskell (1840-1898) et la date de 1878 comme auteur de ce taxon.

## Liste des genres
- Abgrallaspis
- Andaspis Macgillivray, 1921
- Aonidiella Berlese & Leonardi, 1895
- Aspidiella
- Aspidiotus Bouché, 1833
- Aulacaspis Cockerell, 1893
- Carulaspis
- Chionaspis
- Chortinaspis
- Chrysomphalus Ashmead, 1880
- Clavaspis
- Diaspis Costa, 1828
- Duplaspidiotus Macgillivray, 1921
- Fiorinia Targioni-tozzetti, 1868
- Furcaspis Lindinger, 1908
- Furchadaspis
- Genaparlatoria Macgillivray, 1921
- Gymnaspis
- Hemiberlesia Leonardi, 1897
- Howardia Berlese & Leonardi, 1896
- Ischnaspis Douglas, 1887
- Kuwanaspis Macgillivray, 1921
- Lepidosaphes Shimer, 1868
- Lindingaspis Macgillivray, 1921
- Lopholeucaspis
- Melanaspis Cockerell, 1897
- Morganella
- Neopinnaspis
- Oceanaspidiotus
- Odonaspis Leonardi, 1897
- Parlatoria Targioni-tozzetti, 1869
- Pinnaspis Cockerell, 1892
- Pseudaulacaspis
- Pseudischnaspis Macgillivray, 1921
- Radionaspis
- Unaspis
- Thysanofiorinia
- Vinsonia